# Jetstar Asia Airways
La Jetstar Asia Airways Pte Ltd (che opera come Jetstar Asia) è una compagnia Compagnia aerea a basso costo con base in Singapore. Di fatto è una delle propaggini asiatiche della Jetstar Airways, la compagnia aerea low-cost sussidiaria dell'australiana Qantas. La Jetstar Asia opera voli regionali nel Sud-est asiatico, verso destinazioni quali Birmania, Cambogia, Malaysia, Filippine, Thailandia e Vietnam. La stessa effettua collegamenti anche verso destinazioni dell'Asia orientale, quali Giappone, Taiwan e Hong Kong. Inoltre, è il principale vettore, per conto della compagnia madre Jetstar Airways, per il trasporto dei passeggeri diretti in Australia. Le sue compagnie "sorelle" sono la Jetstar New Zealand, la Jetstar Pacific e la Jetstar Japan.

## Origini
La Jetstar Asia nacque nel 2004 grazie ad un accordo tra la Qantas, proprietaria del 49% della nuova società, l'imprenditore di Singapore Tony Chew (22%), FF Wong (10%) e la società di investimento del Governo di Singapore, Temasek Holdings (19%). La compagnia ricevette il Certificato di operatore aereo dal Governo di Singapore il 19 novembre 2004.
A causa del suo tardivo ingresso nel mercato, la società si dovette differenziare dalle altre volando più lontano delle altre; infatti, mentre la maggior parte delle concorrenti effettuavano voli verso destinazioni entro 4 ore di volo da Singapore, la Jetstar Asia volava verso destinazioni entro le 5 ore di volo da Singapore. Così, la compagnia iniziò a volare verso 7 destinazioni, Shanghai, Hong Kong, Taipei, Pattaya, Giacarta, Surabaya e Manila, mettendo in atto il più ambizioso piano di avviamento rispetto a tutte le rivali asiatiche, che avrebbe dato una più vasta copertura internazionale.
Il 7 dicembre 2004, alle ore 08:00 (8 GMT) iniziò la vendita online dei biglietti, il giorno successivo vennero annunciate le prime tre rotte con i loro prezzi promozionali, ovvero 48$ ($ di Singapore) per Hong Kong, 88$ per Taipei e 28$ per Pattaya, solo andata per tutti i posti per tutta la prima settimana di operazioni. Nel 2005 iniziarono i voli per Manila. A differenza delle altre compagnie, Jetstar Asia operava sull'Aeroporto Internazionale di Manila-Ninoy Aquino anziché sul più economico Aeroporto Internazionale di Clark, nella città di Angeles.
Alcuni voli, già annunciati, verso certe destinazioni (Shanghai, Giacarta e Surabaya) non poterono iniziare poiché l'Autorità per l'aviazione Cinese non concesse l'autorizzazione alle compagnie aeree a basso costo straniere per operare sugli aeroporti di Shanghai e di Pechino. Allo stesso modo non si poterono effettuare i voli verso l'Indonesia poiché il Governo Indonesiano attuò una politica di protezionismo. Tuttavia, le autorizzazioni per i collegamenti già esistenti, operati da compagnie aeree low-cost, come i voli della Valuair per Giacarta e Denpasar, o il volo della Tiger Airways per Padang, non vennero revocati.

## Cronologia
Nonostante si trovò di fronte ad un mercato difficile, nel 2005 la Jetstar Asia ricevette il suo quinto velivolo ed ottenne l'autorizzazione per nuovi collegamenti. Si decise inoltre di 

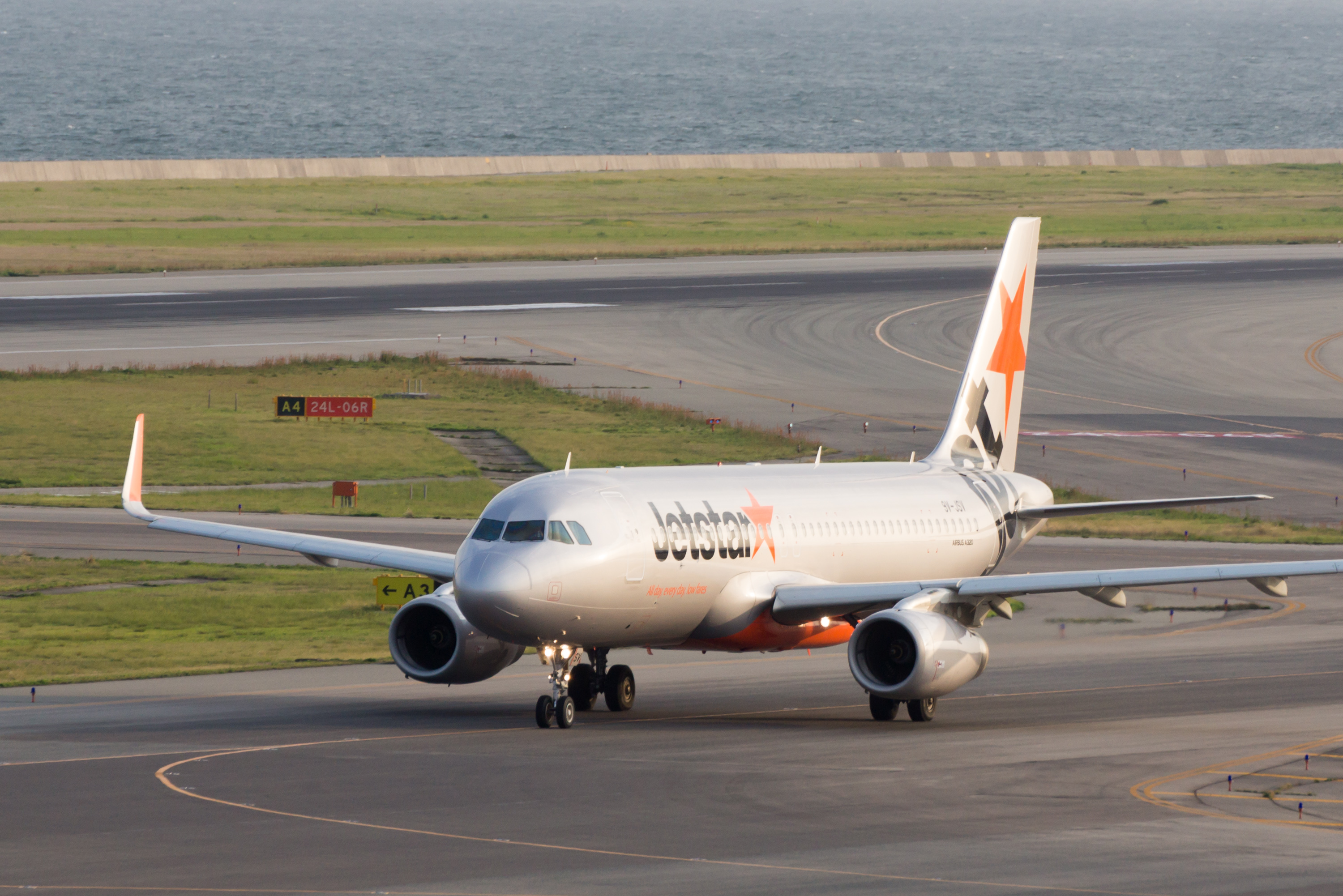
Airbus A320-232

prendere in leasing un altro aereo dalla Atlasjet Airways, ma l'accordo non andò a buon fine e vennero così intraprese trattative con la Qantas per la fornitura di ulteriori aerei. Nel 2005, la Jetstar Asia richiese l'autorizzazione alle Autorità della Cambogia per effettuare collegamenti aerei verso Phnom Penh e Siem Reap, ottenendole.
Sulla scia del successo ottenuto dalla Tiger Airways con il collegamento verso Phuket, la Jetstar Asia annunciò l'intenzione di effettuare 4 voli settimanali verso questa destinazione. I voli iniziarono il 25 ottobre 2005 ma furono sospesi pochi anni dopo, il 27 marzo 2008, a causa della scarsa domanda e delle migliori possibilità individuate su altri collegamenti.
Entro la fine di dicembre divenne chiaro che la Jetstar Asia era in perdita e gli investitori stavano lottando per finanziare la società. Il 2 dicembre 2005, Jetstar Asia annunciò che l'Amministratore delegato Ken Ryan stava per tornare in Australia. Il Sig. Ryan avrebbe infatti assunto un nuovo ruolo direttivao, quale azionista di maggioranza della Orange Star e venne sostituito al timone da Neil Thompson. Il 9 febbraio 2006, la Jetstar Asia nominò nuovo amministratore delegato il cittadino singaporiano Chong Phit Lian, che prese il posto occupato temporaneamente da Neil Thompson.

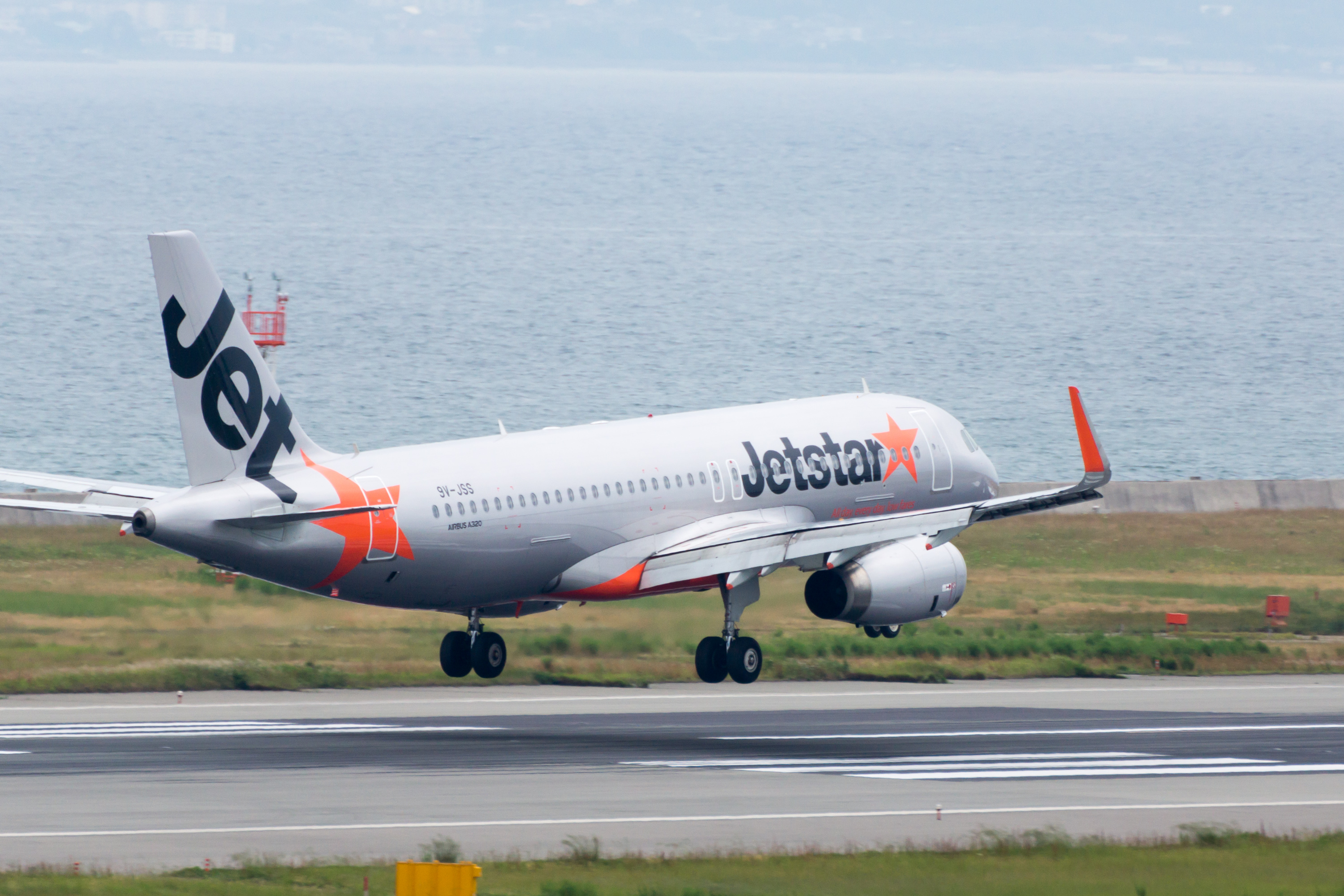
Airbus A320-200

Il 26 luglio 2006, la Qantas decise di riunificare le due società figlie, la Jetstar australiana e quella di Singapore, sotto un unico marchio. A questa iniziativa seguì il lancio dei voli a lungo raggio della Jetstar, dall'Australia verso sei destinazioni nel Sud-est asiatico.
Il 15 settembre 2006, Jetstar Asia fu la prima compagnia aerea internazionale ad atterrare sull'Aeroporto Internazionale di Bangkok-Suvarnabhumi.
Il 16 aprile 2008, Jetstar Asia annunciò di aver ottenuto profitti al di sopra di quelli pianificati e addirittura più alti di quelli della locale rivale Tiger Airways. Sia Jetstar Asia sia la sorella Valuair, ottennero infatti un incremento di fatturato del 20%, un aumento del 4% del carico di passeggeri e un salto generale del 20% nel trasporto passeggeri entro l'anno 2008. La dirigenza attribuì il grande successo alla migliore consapevolezza del marchio, nonché al maggiore utilizzo degli aerei, nonché all'allargamento della base dei guadagni.
Sempre il 16 aprile 2008, la società annunciò di aver raggiunto la redditività per l'esercizio chiuso al 31 marzo 2008, con un incremento del 20% nel numero di passeggeri trasportati e un coefficiente di riempimento dei propri voli di oltre il 75%, ovvero il 4% in più rispetto al all'anno precedente. Jetstar Asia trasportò nel corso dell'anno 2,7 milioni di passeggeri, con un incremento del 18% rispetto all'anno precedente, oltre ad un aumento del 39,7% del rapporto "guadagno passeggero per chilometro" non appena sono stati lanciati i voli a lungo raggio da Singapore a Auckland e Melbourne con aeromobili Airbus A330.
Nel marzo 2011 la Jetstar Asia annunciò l'inizio dei voli per Hangzhou, Cina.

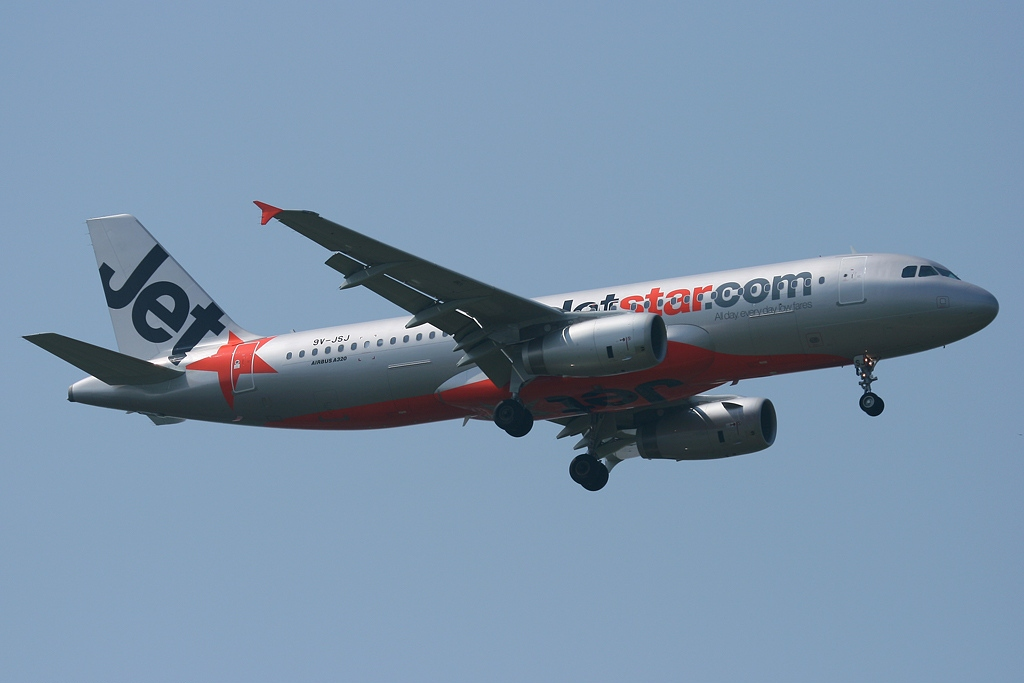
Airbus A320-232

## Fusione con Valuair
Jetstar Asia e Valuair, un'altra compagnia aerea con sede in Singapore, si fusero il 24 luglio 2005, dando vita al maggior consolidamento nell'affollata e competitiva industria delle compagnie aeree a basso costo operanti nel Sud-est asiatico. Le due società rilasciarono una dichiarazione congiunta, affermando che avrebbero intanto continuato ad operare le proprie rotte utilizzando ciascuna il proprio marchio, con piccole o addirittura nessuna modifica ai servizi già offerti da ciascuna. L'Amministratore delegato di Qantas, nonché Presidente della Jetstar Asia, Geoff Dixon divenne il Presidente della nuova società. Il già Amministratore delegato di Jetstar Asia Chong Phit Lian divenne Amministratore delegato di entrambe le società. La nuova società ottenne una iniezione di capitali freschi per oltre 50 milioni di Dollari di Singapore, gran parte dei quali forniti da Qantas. Gli azionisti di Valuair, compreso il veterano dell'industria aeronautica Lim Chin Beng, la "Malaysia's Star Cruises" e la "Asiatravel.com", erano divenuti improvvisamente azionisti di minoranza nella nuova società, Orange Star. Qantas infatti, a seguito della fusione, possedeva ben il 42.5% di entrambe le compagnie.
Nell'ottobre 2014, in seguito all'eliminazione delle restrizioni operative imposte dal Governo Indonesiano nei confronti delle compagnie aeree straniere a basso costo, Valuair è stata chiusa ed i suoi collegamenti sono stati assimilati nel network operativo della Jetstar Asia a partire dal 26 ottobre 2014.

### La storia di Valuair prima della fusione

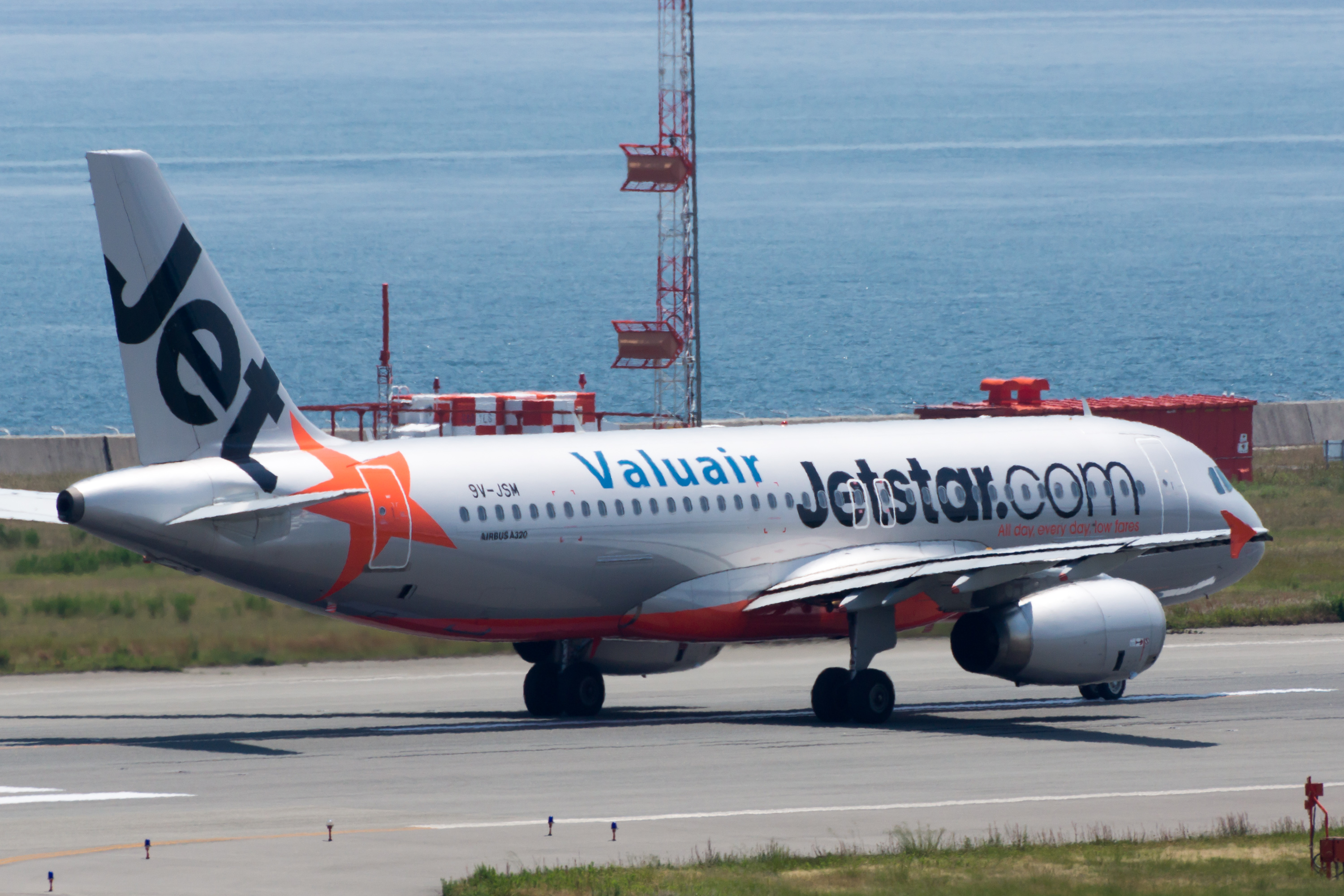
Airbus A320-200

Valuair è stata la prima compagnia aerea low-cost ad iniziare le operazioni in Singapore, il primo volo della compagnia ebbe luogo il 5 maggio 2004. La società venne finanziata da imprenditori locali e poté vantare l'esperienza di un ex-dipendente della Singapore Airlines che divenne Amministratore Delegato.
Valuair cercò di differenziarsi dalle suo concorrenti, come la Tiger Airways e l'allora rivale Jetstar Asia, offrendo pasti caldi gratuiti, ampio spazio per le gambe, posti a sedere assegnati e pubblicizzandosi come una compagnia aerea a basso costo. La compagnia aerea volava oltre il tradizionale raggio di cinque ore, tipico dei vettori a basso costo, in particolare verso destinazioni come Perth, Xiamen e Chengdu. La compagnia aerea aveva anche l'ambizioso progetto di volare sia verso la costa est dell'Australia sia verso destinazioni dell'Asia nord-orientale, utilizzando aeromobili wide-body. Nei piani si era anche pensato di introdurre la Business Class e le operazioni di trasporto merci. Tuttavia, l'aumento dei prezzi del carburante e la mancanza di sostegno finanziario costrinsero la Valuair a soccombere di fronte a Qantas, Jetstar Asia, Singapore Airlines e Tiger Airways.
Il 24 luglio 2005, il vettore ha annunciato piani di fusione con Jetstar Asia. L'idea, almeno per l'immediato futuro, era quella di continuare ad operare i rispettivi collegamenti. L'annuncio della fusione arrivò dopo diverse settimane di speculazioni circa il consolidamento del mercato del trasporto aereo a basso costo nel Sud-est asiatico.

## Cambi di gestione
Nel dicembre 2011 la compagnia aerea annunciò le dimissioni dell'incarico di Amministratore Delegato Chong Phit Lian a partire dal 1º febbraio 2012, dopo aver condotto la società per sei anni, nonostante rimase un membro del consiglio Jetstar Asia. Nel frattempo, prima della nomina di un successore, Paul Daff, ex capo della Jetconnect, controllata dalla Qantas Group in Nuova Zelanda e, in precedenza capo del commerciale Jetstar Asia, divenne Amministratore Delegato ad interim.
Nel marzo 2012 venne annunciata la nomina del Sig. Barathan (Bara) Pasupathi, ex Direttore finanziario di Jetstar Asia, quale nuovo Amministratore Delegato con effetto dal 2 luglio del 2012.

## Assetti Proprietari
La struttura della proprietà è composta dalla società Westbrook Investments (51%) e dalla Qantas Group (49%). Newstar Holdings è la holding che gestisce Jetstar a Singapore.

## Accordi di "code sharing" ed accordi multilaterali
Jetstar Asia e Valuair hanno siglato un accordo di collaborazione con la società madre Qantas, divenendo, di fatto, le linee regionali del vettore australiano, un ruolo simile a quello che SilkAir svolge per Singapore Airlines. Con tale accordo, Jetstar Asia/Valuair collega in modo efficace i passeggeri Qantas, attraverso il loro Hub di Singapore Changi, con la vasta e crescente rete nell'area dell'Asia Pacifica.

### Accordi di code sharing
Oltre che con la Qantas, Jetstar Asia ha accordi di code sharing anche con le seguenti compagnie aeree:
- Emirates
- Finnair
- SriLankan Airlines

### Accordi multilaterali
In aggiunta agli accordi di code sharing sopra elencati, Jetstar Asia ha siglato anche accordi multilaterali con le seguenti compagnia aeree:
- Air France
- British Airways
- Lufthansa
- China Southern Airlines
- Turkish Airlines
- KLM

## Flotta
Alla fine del 2017 la flotta della Jetstar Asia conta 18 Airbus A320-200. Tutti gli aeroplani sono allestiti in configurazione all-economy da 180 posti a sedere.

## In volo

### Posti a sedere
Le file di sedili in pelle a bordo degli aerei della flotta Jetstar Asia, distano tra loro 76,2 cm (30 pollici). Il passeggero, può acquistare e scegliere il posto online.

### Cibo e bevande
I passeggeri possono acquistare cibo e bevande a bordo scegliendo dal menu Jetstar Café. Su alcuni voli Jetstar Asia, i passeggeri possono selezionare online ed acquistare anticipatamente i loro pasti.